# Имзы, Чарлз и Рэй

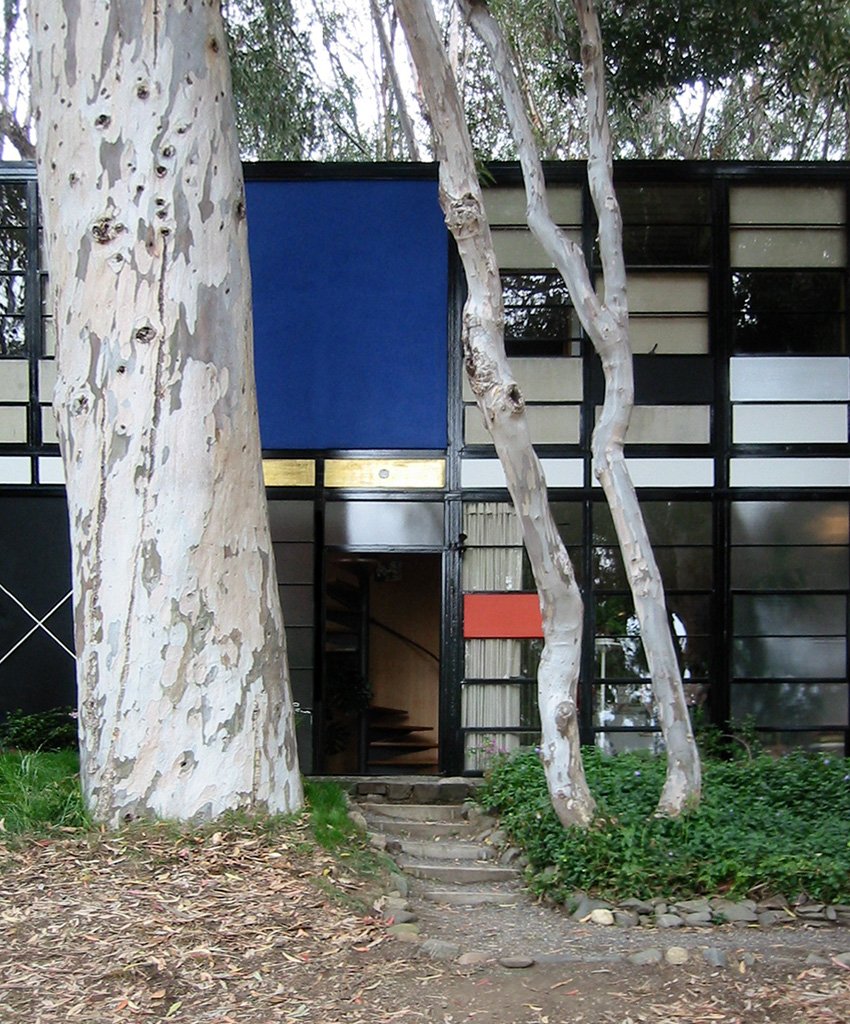
«Дом Имзов»

Чарлз Ормонд Имз-младший (англ. Charles Ormond Eames, Jr, 17 июня  1907, Сент-Луис — 21 августа 1978, Сент-Луис) и Рэй Имз (англ. Ray Eames, урожд. Бернис Александра Кайзер, 15 декабря 1912, Сакраменто — 21 августа 1988, Лос-Анджелес) — американские архитекторы и дизайнеры.
Чарлз Имз родился в Миссури, учился в университете Вашингтона в Сент-Луисе, но не окончил его. Будучи студентом, он женился на Катерине Вёрманн, вскоре она родила дочь. В 1930 году Имз открыл архитектурное бюро.
Молодой зодчий находился в тёплых отношениях с семьёй Саариненов, и по совету своего старшего товарища Элиэля Сааринена переехал в Мичиган, чтобы под его руководством окончить образование. Там Имз ушёл от жены к своей однокашнице-калифорнийке Рэй Кайзер, которая уже добилась некоторого признания как художница-абстракционистка. Сам Чарлз вместе со своим другом Ээро Саариненом получил приз от Нью-Йоркского музея современного искусства за фанерную мебель, выглядевшую и современно, и уютно.
Вскоре после этого Имзы переехали в Калифорнию, где получили заказ от американского военно-морского флота и выполнили его. Во второй половине 1940-х супруги (вместе с Саариненом, Р. Нойтрой и другими) участвовали в программе местного архитектурного журнала по строительству особняков в новом вкусе. В одном из них — «Доме Имзов» — авторы поселились сами. В 2006 году эта яркая постройка получила статус Национального исторического памятника США.
Супруги достигли успеха и на ниве дизайна мебели. В 1945 году они спроектировали Eames Lounge Chair — фанерный стул, на котором можно сидеть развалясь. В 1956 году он был дополнен маленькой оттоманкой, став тем самым похожим на шезлонг.
В 1979 году, уже после смерти Чарлза, творчество Имзов было отмечено Королевской золотой медалью.